# Zipari
Zipari (řecky: Ζηπάρι) je město na řeckém ostrově Kós. Nachází se u hlavní silnice 11 km západně od Kósu, hlavního města ostrova. Administrativně náleží do komunity Asfendiou v obecní jednotce Dikeios.

## Obyvatelstvo
V roce 2011 žilo ve městě 3227 obyvatel.